# Torgny Mogren
Nils Arne Torgny Mogren (Hällefors, 26 giugno 1963) è un ex fondista svedese.

## Biografia
In Coppa del Mondo ottenne il primo risultato di rilievo il 10 dicembre 1983 nella 15 km di Reit im Winkl (10°) e la prima vittoria, nonché primo podio, il 15 gennaio 1986 nella 5 km a tecnica libera di Bohinj. Oltre ad aver vinto la coppa di cristallo nel 1987, si classificò secondo nel 1986, nel 1988 e nel 1991 e terzo nel 1989.
In carriera prese parte a cinque edizioni dei Giochi olimpici invernali, Sarajevo 1984 (22° nella 15 km, 23° nella 30 km), Calgary 1988 (24° nella 15 km, 11° nella 30 km, 28° nella 50 km, 1° nella staffetta), Albertville 1992 (9° nella 10 km, 12° nella 50 km, 5° nell'inseguimento, 4° nella staffetta), Lillehammer 1994 (27° nella 10 km, 24° nella 30 km) e Nagano 1998 (34° nella 50 km), e a sette dei Campionati mondiali, vincendo nove medaglie.

## Palmarès

### Olimpiadi
- 1 medaglia:
  - 1 oro (staffetta[1] a Calgary 1988)

### Mondiali
- 9 medaglie:
  - 4 ori (staffetta[1] a Oberstdorf 1987; staffetta[1] a Lahti 1989; 50 km[1] a Val di Fiemme 1991; 50 km[1] a Falun 1993)
  - 3 argenti (15 km[1], 50 km[1] a Lahti 1989; staffetta[1] a Val di Fiemme 1991)
  - 2 bronzi (50 km[1] a Oberstdorf 1987; 10 km[1] a Val di Fiemme 1991)

### Coppa del Mondo
- Vincitore della Coppa del Mondo nel 1987
- 43 podi (37 individuali, 6 a squadre[2]), oltre a quelli conquistati in sede olimpica e iridata e validi anche ai fini della Coppa del Mondo:
  - 13 vittorie (individuali)
  - 18 secondi posti (16 individuali, 2 a squadre)
  - 12 terzi posti (8 individuali, 4 a squadre)

#### Coppa del Mondo - vittorie
| Data             | Luogo               | Paese            | Disciplina |
| ---------------- | ------------------- | ---------------- | ---------- |
| 15 gennaio 1986  | Bohinj              | Jugoslavia       | 5 km TL    |
| 2 marzo 1986     | Lahti               | Finlandia        | 15 km TL   |
| 14 marzo 1987    | Kavgolovo           | Unione Sovietica | 15 km TL   |
| 12 dicembre 1987 | La Clusaz           | Francia          | 15 km TL   |
| 15 dicembre 1987 | Castelrotto         | Italia           | 30 km TL   |
| 15 gennaio 1988  | Štrbské Pleso       | Cecoslovacchia   | 15 km TL   |
| 10 dicembre 1988 | Ramsau am Dachstein | Austria          | 15 km TL   |
| 9 dicembre 1990  | Tauplitzalm         | Austria          | 25 km PU   |
| 17 febbraio 1991 | Val di Fiemme       | Italia           | 50 km TL   |
| 7 marzo 1992     | Funäsdalen          | Svezia           | 30 km TL   |
| 28 febbraio 1993 | Falun               | Svezia           | 50 km TL   |
| 6 marzo 1993     | Lahti               | Finlandia        | 30 km TL   |
| 20 dicembre 1994 | Sappada             | Italia           | 10 km TL   |

Legenda:

PU = inseguimento

TC = tecnica classica

TL = tecnica libera